# Patrick Kearney (guitariste)
Pour les articles homonymes, voir Patrick Kearney.
Patrick James Kearney (1970 à Montréal au Québec - ) est un guitariste classique québécois.
Il est connu pour ses interprétations virtuoses et romantiques de la musique contemporaine et canonique pour guitare.
Il a étudié à l'École normale de musique de Paris sous la direction de Rafael Andia et Alberto Ponce.
Il est fondateur et directeur du Festival et du Concours international de guitare classique de Montréal.
Il enseigne actuellement la guitare classique à l'Université McGill,  à l'Université Concordia et au collège Vanier à Montréal.

## Discographie
- Bouquet (1997), La Flame LF9701CD
- Stringendo (2001), Daminus Records D991
- Diabolico (2004), La Flame LF0401
- Impressions (2009), ATMA Classique Records ACD22629